# Ciquiril
Ciquiril (oficialmente Santa María de Cequeril) es una parroquia española del municipio de Cuntis, perteneciente a la provincia de Pontevedra, en la comunidad autónoma de Galicia.

## Toponimia
El lugar puede aparecer referido como «Ciquiril», «Cequeril», «Santa María de Cequeril» y «Santa María de Ciquiril».

## Historia
Hacia mediados del siglo XIX, el lugar, por entonces referido como una feligresía, tenía contabilizada una población de 468 habitantes. Aparece descrito en el sexto volumen del Diccionario geográfico-estadístico-histórico de España y sus posesiones de Ultramar de Pascual Madoz con las siguientes palabras:

CEQUERIL (Sta. Maria de): felig. en la prov. de Pontevedra (3 1/2 leg.), part. jud. de Caldas de Reyes (1 1/2), dióc. de Santiago (5), ayunt. de Baños de Cuntis (1): sit. á la izq. del r. Humia en terreno montuoso y quebrado; donde la combaten principalmente los aires del N. y S.; el clima es templado y sano, porque no se esperimentan otras enfermedades comunes que catarro. Tiene 120 casas repartidas en el l. de su nombre, y en los de Sivil y Villar do Mato. Hay escuela de primeras letras frecuentada por 32 niños de ambos sexos, cuyo maestro tiene 364 rs. anuales y casa pagada. La igl. parr. dedicada á Ntra. Sra. está servida por un cura de provision ordinaria en concurso; en el atrio de la igl. se halla le cementerio. Para surtido de los vec. hay distintos manantiales de buenas aguas. Confina el térm. N. felig. de Baños; E. la de Souto; S. y O. la de Laje; estendiéndose 1 leg. de N. á S. y 1 1/2 de E. á O. EL terreno en lo general es montuoso, pero fértil: le cruza el indicado r. Humia, sobre el cual hay un puente llamado del Ramo. La parte inculta especialmente en el monte denominado Cadavo, se crian tojos, mata baja y yerbas de pasto, habiendo tambien algunos prados naturales que proporcionan alfalfa, trebol y otras gramíneas. Los caminos son transversales, malos y conducen á Caldas, Baños de Cuntis, Orense y Pontevedra: el correo se recibe en la cap. del part. 3 veces á la semana. prod.; algun trigo, centeno, mijo menudo, maiz y patatas: sostiene ganado vacuno, lanar, cabrio y algun caballar; hay caza de liebres, conejos y perdices, y pesca de truchas. ind. y comercio: la agricultura, ganaderia, 4 molinos harineros, dedicándose tambien los vec. al ramo de canteria: las operaciones principales de comercio consisten en la importacion de vino. pobl.: 120 vec., 468 alm. contr.: con su ayunt. (V.)
(Madoz, 1847, p. 317)

En 2022, tenía empadronados 137 habitantes.

## Patrimonio
Hay en la parroquia una iglesia de Santa María.